# Brian White (calciatore)
Brian White (Flemington, 3 febbraio 1996) è un calciatore statunitense, attaccante dei Vancouver Whitecaps.

## Carriera

### Nazionale
Il 5 gennaio 2024 viene convocato per la prima volta in nazionale maggiore, con cui ha esordito quindici giorni dopo giocando nella sfida amichevole persa in casa contro la Slovenia per 0-1.
Il 23 gennaio 2025 realizza la sua prima rete per la massima selezione statunitense nell'amichevole vinta per 3-0 contro Costa Rica.

## Statistiche

### Presenze e reti nei club
Statistiche aggiornate al 22 luglio 2025.
| Stagione                      | Squadra                       | Campionato                    | Campionato | Campionato | Coppe nazionali | Coppe nazionali | Coppe nazionali | Coppe continentali | Coppe continentali | Coppe continentali | Altre coppe | Altre coppe | Altre coppe | Totale | Totale | Totale |
| Stagione                      | Squadra                       | Comp                          | Pres       | Reti       | Comp            | Pres            | Reti            | Comp               | Pres               | Reti               | Comp        | Pres        | Reti        | Pres   | Reti   |        |
| ----------------------------- | ----------------------------- | ----------------------------- | ---------- | ---------- | --------------- | --------------- | --------------- | ------------------ | ------------------ | ------------------ | ----------- | ----------- | ----------- | ------ | ------ | ------ |
| 2018                          | N.Y. Red Bulls                | MLS                           | 5+1        | 1          | USOC            | 0               | 0               | -                  | -                  | -                  | -           | -           | -           | 6      | 1      |        |
| 2019                          | N.Y. Red Bulls                | MLS                           | 19+1       | 9          | USOC            | 0               | 0               | CCL                | 1                  | 0                  | -           | -           | -           | 21     | 9      |        |
| 2020                          | N.Y. Red Bulls                | MLS                           | 16+1       | 5+1        | -               | -               | -               | -                  | -                  | -                  | MISB        | 2           | 0           | 19     | 6      |        |
| mar.-giu. 2021                | N.Y. Red Bulls                | MLS                           | 5          | 0          | -               | -               | -               | -                  | -                  | -                  | -           | -           | -           | 5      | 0      |        |
| Totale New York Red Bulls     | Totale New York Red Bulls     | Totale New York Red Bulls     | 45+3       | 15+1       |                 | 0               | 0               |                    | 1                  | 0                  |             | 2           | 0           | 51     | 16     |        |
| giu.-dic. 2021                | Vancouver Whitecaps           | MLS                           | 27+1       | 12         | CC              | 1               | 0               | -                  | -                  | -                  | -           | -           | -           | 29     | 12     |        |
| 2022                          | Vancouver Whitecaps           | MLS                           | 26         | 4          | CC              | 3               | 3               | -                  | -                  | -                  | -           | -           | -           | 29     | 7      |        |
| 2023                          | Vancouver Whitecaps           | MLS                           | 32+2       | 15+1       | CC              | 2               | 1               | CCL                | 4                  | 2                  | LC          | 3           | 1           | 43     | 20     |        |
| 2024                          | Vancouver Whitecaps           | MLS                           | 30+4       | 15+1       | CC              | 5               | 0               | CCC                | 2                  | 0                  | LC          | 3           | 0           | 44     | 16     |        |
| 2025                          | Vancouver Whitecaps           | MLS                           | 15         | 11         | CC              | 2               | 0               | CCC                | 9                  | 6                  | LC          | 0           | 0           | 26     | 17     |        |
| Totale Vancouver Whitecaps FC | Totale Vancouver Whitecaps FC | Totale Vancouver Whitecaps FC | 130+7      | 57+2       |                 | 13              | 4               |                    | 15                 | 8                  |             | 6           | 1           | 171    | 72     |        |
| Totale carriera               | Totale carriera               | Totale carriera               | 185        | 75         |                 | 13              | 4               |                    | 16                 | 8                  |             | 8           | 1           | 222    | 88     |        |

### Cronologia presenze e reti in nazionale
| Cronologia completa delle presenze e delle reti in nazionale ― Stati Uniti | Cronologia completa delle presenze e delle reti in nazionale ― Stati Uniti | Cronologia completa delle presenze e delle reti in nazionale ― Stati Uniti | Cronologia completa delle presenze e delle reti in nazionale ― Stati Uniti | Cronologia completa delle presenze e delle reti in nazionale ― Stati Uniti | Cronologia completa delle presenze e delle reti in nazionale ― Stati Uniti | Cronologia completa delle presenze e delle reti in nazionale ― Stati Uniti | Cronologia completa delle presenze e delle reti in nazionale ― Stati Uniti |
| Data                                                                       | Città                                                                      | In casa                                                                    | Risultato                                                                  | Ospiti                                                                     | Competizione                                                               | Reti                                                                       | Note                                                                       |
| -------------------------------------------------------------------------- | -------------------------------------------------------------------------- | -------------------------------------------------------------------------- | -------------------------------------------------------------------------- | -------------------------------------------------------------------------- | -------------------------------------------------------------------------- | -------------------------------------------------------------------------- | -------------------------------------------------------------------------- |
| 20-1-2024                                                                  | San Antonio                                                                | Stati Uniti                                                                | 0 – 1                                                                      | Slovenia                                                                   | Amichevole                                                                 | -                                                                          | 46’ 62’                                                                    |
| 18-1-2025                                                                  | Fort Lauderdale                                                            | Stati Uniti                                                                | 3 – 1                                                                      | Venezuela                                                                  | Amichevole                                                                 | -                                                                          | 65’                                                                        |
| 23-1-2025                                                                  | Orlando                                                                    | Stati Uniti                                                                | 3 – 0                                                                      | Costa Rica                                                                 | Amichevole                                                                 | 1                                                                          | 75’                                                                        |
| 23-3-2025                                                                  | Inglewood                                                                  | Canada                                                                     | 2 – 1                                                                      | Stati Uniti                                                                | CONCACAF Nations League 2024-2025 - Finale 3º posto                        | -                                                                          | 78’                                                                        |
| 7-6-2025                                                                   | East Hartford                                                              | Stati Uniti                                                                | 1 – 2                                                                      | Turchia                                                                    | Amichevole                                                                 | -                                                                          | 75’                                                                        |
| 10-6-2025                                                                  | Nashville                                                                  | Stati Uniti                                                                | 0 – 4                                                                      | Svizzera                                                                   | Amichevole                                                                 | -                                                                          | 46’                                                                        |
| 22-6-2025                                                                  | Arlington                                                                  | Stati Uniti                                                                | 2 – 1                                                                      | Haiti                                                                      | Gold Cup 2025 - 1° turno                                                   | -                                                                          | 82’                                                                        |
| 29-6-2025                                                                  | Minneapolis                                                                | Stati Uniti                                                                | 2 – 2 (4 – 3 dtr)                                                          | Costa Rica                                                                 | Gold Cup 2025 - Quarti di finale                                           | -                                                                          | 90’                                                                        |
| Totale                                                                     |                                                                            | Presenze                                                                   | 8                                                                          |                                                                            | Reti                                                                       | 1                                                                          |                                                                            |

## Palmarès
- MLS Supporters' Shield: 1

New York Red Bulls: 2018
- Canadian Championship: 3

Vancouver Whitecaps: 2022,  2023, 2024